# 橡树河乡村俱乐部
橡树河乡村俱乐部（River Oaks Country Club）是位于美国德克萨斯州休斯顿橡树河社区的一个鄉村俱樂部。自1931年以来到2007年，该俱乐部一直举办橡树河国际网球锦标赛。
橡树河乡村俱乐部成立于1923年，位于休斯顿的橡树河社区。俱乐部聘请了建筑师约翰·F·斯塔布（John F. Staub）设计了最初的两层西班牙复兴风格会所。会所建于由唐纳德·罗斯（Donald Ross）设计的高尔夫球场的南侧。现有的会所建于1950年代，地点与原会所相同。
橡树河的高爾夫球場曾于1940年举办了PGA巡回赛的西部高尔夫球公开赛，并在1937年、1938年和1946年举办了休斯顿高尔夫球公开赛。
橡树河自1931年起成为橡树河国际网球锦标赛的主办地，直到该赛事与美国历史最悠久的红土网球赛事美国男子泥地网球锦标赛合并为止。2007年5月8日，美国网球协会宣布从2008年起，橡树河将接管美国男子泥地网球锦标赛，取代了之前的举办场地西区网球俱乐部（其他参与竞标的城市包括亚特兰大、北卡罗来纳州溫斯頓-撒冷和佛罗里达州的德尔雷比奇）。
新的红土网球锦标赛场地采用了2005年安装的美式红土场地，体育场拥有3000个座位。第二球场将安装500个临时座位。
大约在1993年，橡树河和其他一些区域的乡村俱乐部开始声称获得了新的税收减免政策。同年，《休斯顿邮报》的一篇文章指称，尽管橡树河和另外两个区域俱乐部的章程规定会员资格向所有种族开放，但它们在暗中歧视黑人。在长达73年的历史中，橡树河只接纳了白人会员，直到1997年才接纳了首位黑人会员——贝克·博茨律师事务所的律师鲁弗斯·科米尔。